# Reichhart Logistik
Die Reichhart Logistik GmbH (Eigenschreibweise: REICHHART Logistik) ist ein international tätiger Logistikdienstleister mit Hauptsitz in Gilching.
Das Familienunternehmen ist in den Bereichen Transportlogistik, Kontraktlogistik und digitaler Logistik tätig. Reichhart Logistik betreibt europaweit 15 Standorte. Diese befinden sich in Deutschland, Österreich und Frankreich. Das Unternehmen beschäftigt über 800 Mitarbeiter.

## Geschichte
1967 meldete Horst Reichhart ein Gewerbe für den Allgemeinen Güterverkehr am heutigen Firmensitz in Gilching an. Im selben Jahr wurde der erste Lkw beschafft. 1988 trat einer der heutigen geschäftsführenden Gesellschafter, Michael Jackl, ins Unternehmen ein. Ab dem Jahr 1990 bot das Unternehmen auch kontraktlogistische Dienstleistungen an. 1999 folgte Alexander Reichhart in die Geschäftsleitung. 2003 wurde das Tochterunternehmen Reichhart Logistik Austria GmbH in der Nähe von Graz, Österreich gegründet. Drei Jahre später folgte die Reichhart Logistique France SARL mit einem Standort in Maubeuge, Frankreich. Im Jahr 2009 beteiligte sich Reichhart an der Lobeko GmbH. Anfang 2010 wurde dieser Geschäftsteil in Reichhart just in time GmbH umbenannt und greift seitdem auf einen angewachsenen Eigenfuhrpark zurück. Seit März 2014 war das Unternehmen am bundesweiten Feldversuch mit Lang-Lkw beteiligt.  Um in die digitale Logistik einzusteigen, wurde 2014 das Unternehmen Reichhart digital logistics GmbH gegründet. Mit Sitz in Frankfurt am Main entwickelt es die Logistiksoftware „motus“, die seit 2019 an Reichhart Standorten im Einsatz ist.  2017 feierte das Unternehmen sein 50-jähriges Bestehen. Im Jahr 2022 übernahm Alexander Reichhart die alleinige Geschäftsleitung.

## Auszeichnungen
Die Fuhrparktochter Reichhart just in time GmbH erhielt 2014 die Auszeichnung „Bayerns Best 50“. Das Mutterunternehmen wurde 2011 als eines der 50 besten bayrischen Unternehmen ausgezeichnet. Insgesamt kam Reichhart viermal unter die besten 50 Unternehmen Bayerns. Im Jahr 2019 zeichnete das Magazin Focus das Unternehmen Reichhart zum dritten Mal als „Top Arbeitgeber“ aus.